# C-MET
c-Met (MET ou MNNG  HOS gene transformante) é um proto-oncogene que codifica uma proteína conhecida como receptor do fator de crescimento de hepatócito (HGFR, do inglês hepatocyte growth factor receptor). O receptor do fator de crescimento de hepatócito possui atividade tirosina-quinase. Uma proteína primária precursora de cadeia única é clivada após a tradução, produzindo as subunidades alfa e beta, que se ligam por uma ponte dissulfeto, formando um receptor maduro.
MET é um receptor de membrana essencial para o desenvolvimento embrionário e para a cicatrização de feridas. O fator de crescimento de hepatócito (HGF) é o único ligante conhecido do receptor MET, que é expresso, normalmente, por células de origem epitelial, enquanto a expressão do HGF é restrita às células de origem mesenquimal. Com a estimulação do HGF, MET induz inúmeras respostas biológicas que, em conjunto, ocasionam um programa conhecido como crescimento invasivo.
A ativação anormal de MET no câncer pode ser correlacionada a um mau prognóstico, no qual a ativação aberrante de MET dispara o crescimento tumoral, a formações de novos vasos sanguíneos (angiogênese), que fornece nutrientes ao tumor, e o espalhamento do câncer para outros órgãos (metástase). O MET está desregulado em muitos tipos de doenças malignas humanas, incluindo o câncer de riom, fígado, estômago, mama e cérebro. Normalmente, apenas células-tronco e células progenitoras expressam MET, o que permite essas células crescerem de modo invasivo a fim de gerar novos tecidos em um embrião ou regenerar tecidos danificados em um adulto. Contudo, acredita-se que células-tronco tumorais tirem a capacidade das células-tronco normais de expressarem MET e, portanto, tornam-se a causa da permanência e da extensão da doença para outras partes do corpo.
Várias mutações no gene MET estão associadas ao carcinoma de papila renal.